# Palacio Letelier
El Palacio Letelier, o conocido también por su nombre completo, Palacio Letelier Llona, es una obra arquitectónica del arquitecto e ingeniero civil español José Forteza Ubach iniciada en el año 1919. Está ubicado en la ciudad de Santiago de Chile, específicamente en la esquina de la calle Cienfuegos con Erasmo Escala,  y debe su nombre a sus primeros moradores y dueños, el matrimonio conformado por Miguel Letelier Espínola y Luisa Llona Reyes.

## Historia
En la década de los 50, esta casona pasó a ser propiedad de una institución particular, y más tarde, por más de una década, sus habitaciones eran arrendadas individualmente, lo que aceleró y propició su deterioro. Hoy por hoy, y desde los años setenta, gracias al reconocido sacerdote salesiano Raúl Silva Henríquez, la ex casa del matrimonio Letelier Llona está a cargo del Arzobispado de Santiago, entidad que dio inicio a sus oficinas de la Vicaría para la Educación, utilizando el Palacio Letelier como establecimiento y promocionando nuevamente su estructuración. Esta es otra de las características en común propia de los palacetes de Santiago: debido a la antigüedad de éstos, sumada a terremotos y sujetos a constantes cambios de propietarios,  muchos han recibido un gran daño, distintas organizaciones e instituciones se han interesado en utilizar estos grandes edificios, salvándolos al tiempo, de un deterioro y daño mayores.  

### Palacios en Santiago de Chile
El Palacio Letelier forma parte de un grupo de palacios conocidos como "Los Palacios de Chile" los cuales fueron construidos en su mayoría por arquitectos extranjeros, y el palacio anteriormente mencionado no queda fuera de esto, siendo levantado por un profesional de nacionalidad española, sin embargo este palacio también forma parte a un grupo de construcciones llamadas palacios, pero en realidad eran mansiones levantadas a petición de las familias chilenas más adineradas de la época, quienes le otorgaban su apellido a dichos lugares. Dentro del grupo de Palacios de Santiago, entre lo más conocidos se puede encontrar el Palacio Eguiguren, Palacio Cousiño, Palacio Undurraga, Palacio Irarrázabal, Casa Rivera, entre lo más conocidos.  

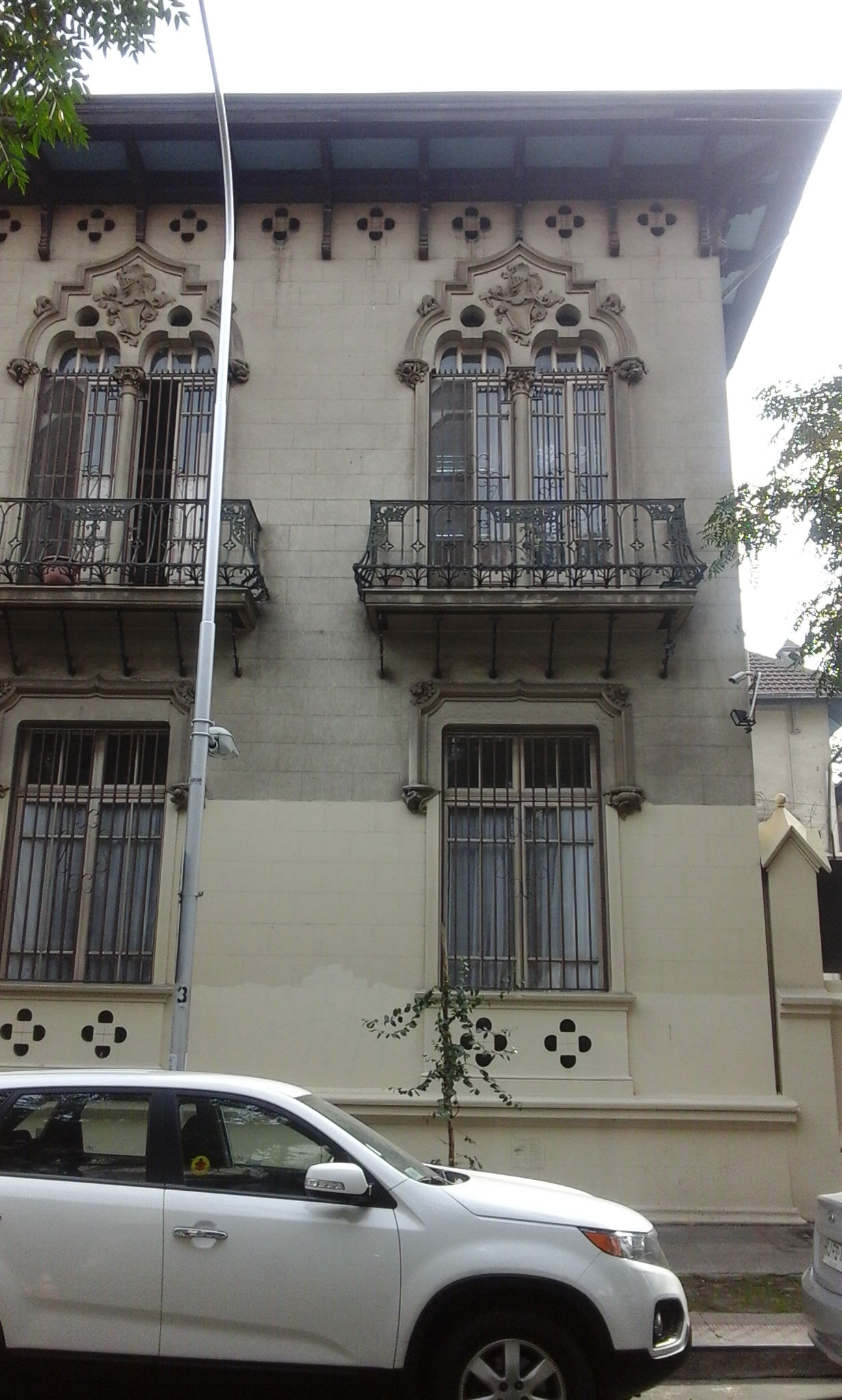
Visualización del Palacio Letelier desde la calle Cienfuegos.

Es un palacio el cual formó parte importante de la vida de algunos personajes relevantes de la historia de Chile, como por ejemplo Miguel Letelier Espínola, ingeniero civil, decano universitario y político chileno, ministro en los gobiernos de Arturo Alessandri Palma y Carlos Ibáñez del Campo. Y también de su hijo Alfonso Letelier Llona, uno de los más grandes compositores de música clásica que ha dado el país.   

## Arquitectura y relación con Europa
Es una imponente construcción de estilo gótico que ha pasado por manos diversas a lo largo de su historia. Desde ser una vivienda particular, hasta formar parte de una importante institución católica de Chile. Y así como otros palacios santiaguinos de la época, se les denominó ´Palacio' a pesar de ser mucho más pequeños que sus homónimos europeos y no tenían vínculos directos con la realeza, pero sí con la aristocracia. Los chilenos adinerados de finales del siglo XIX y comienzos del siglo XXI miraban las principales arquitecturas de Europa con ganas de intentar reproducirlo en su país, poniéndose de moda encargar a arquitectos y constructoras extranjeras, la difusión y réplica de las mansiones y grandes casonas del Viejo continente. Por lo general, se asocia este tipo de obra arquitectónica en Chile con el boom económico del país en la década de 1870, relacionado con la minería y los yacimiento de salitre. 
El arquitecto del palacio Letelier, José Forteza, fue un conocido ingeniero civil español que se radicó en Latinoamérica y que además recibió un doctorado en arquitectura y recibió clases de paisajismo. Se radicó en Chile en 1921 e inició, en parte de América del Sur, una obra de proyectos arquitectónicos de estilos románicos, góticos y algunos inspirados en la obra de su coterráneo Antoni Gaudí, el máximo representante del modernismo en Cataluña. Además del Palacio Letelier Llona, Forteza realizó otras obras en Chile tales como el Palacio Undurraga, propiedad del político y abogado chileno Luis Undurraga García-Huidobro, y el templo de la parroquia del Santo Cristo de la Salud, de los Padres Pasionistas entre otros.

## Propiedad Letelier Llona
Como la mayoría de los palacetes construidos en inicios del siglo XX en Chile, el Palacio Letelier Llona fue fruto de un boom económico del país a finales del siglo XIX producido por un auge de la minería de la plata, cobre y los ingresos provenientes de la industria salitrera.
A petición del político e ingeniero civil Miguel Letelier Espínola y su mujer Luisa Llona Reyes, la nueva residencia estuvo basada en un curioso estilo gótico plateresco, con grandes balconajes, una torre, pináculos y numerosos detalles ornamentales. El hall de estilo gótico distribuyó originalmente el comedor, la sala de té con salida a la terraza, un escritorio, biblioteca y la sala de música, donde la familia organizaba animadas veladas. En el patio, una construcción anexa albergó las cocheras y una moderna piscina techada; la casa tenía además dormitorios con baños privados. La única petición que fue exclusiva de Luisa, fue que el palacete tuviera una sala de música. 
La residencia Letelier Llona era además fuente de recepción de personajes importantes de la época. Como el padre de familia, Miguel, era ingeniero civil y poseía cargos políticos y universitarios importantes, solían congregarse fiestas con distinguidas figuras relacionadas con la familia. 
Sorprendentemente, esta residencia también fue utilizada como una especie de pensión para indigentes; Luisa Llona, mujer de Miguel, tenía un fuerte compromiso y espíritu frente a la desigualdad social, por lo que muchas veces, eran invitados a pasar la noche personas de escasos recursos en un tercer piso en el cual también convivían los empleados. 
Miguel Letelier Espínola falleció en 1965, pero ya para ese entonces, desde 1951, el Palacio Letelier ya había pasado a tener nuevos propietarios: una institución de la cual no se tiene demasiada información. 

## Personalidades importantes de la familia Letelier Llona
Miguel Letelier Espínola: Ingeniero civil y político chileno. Estudió en el Colegio San Ignacio y se graduó de Ingeniero civil en 1905 de la Universidad Católica de Lovaina. Fue Ministro en los Gobiernos de Arturo Alessandri Palma y de Carlos Ibáñez del Campo. También fue decano de la Facultad de Ingeniería de la Universidad de Chile y decano de la Facultad de Ciencias Físicas y Matemáticas de la Universidad Católica, años 1941-1955.
Luisa Llona Reyes: Mujer amante de la música, la pintura y las artes en general. Conocida por su compromiso con la desigualdad social, fue clave en algunas decisiones políticas de su marido. Producto de un fuerte impacto emocional generado por la muerte de Consuelo, hija menor del matrimonio, es ella quien toma la decisión de cambiar de vida, pidiéndole a su marido que vendan la casa y se marchen a Europa.
Alfonso Letelier Llona: Compositor de música clásica, uno de los más importantes del siglo XX en Chile. Realizó sus estudios en piano con Raúl Hügel y los de armonía y composición con Pedro Humberto Allende, titulándose del Conservatorio Nacional de Míusica. Además de música, Alfonso Letelier Llona estudió agronomía en la Universidad Católica de Chile, finalizando sus estudios en el año 1934. 

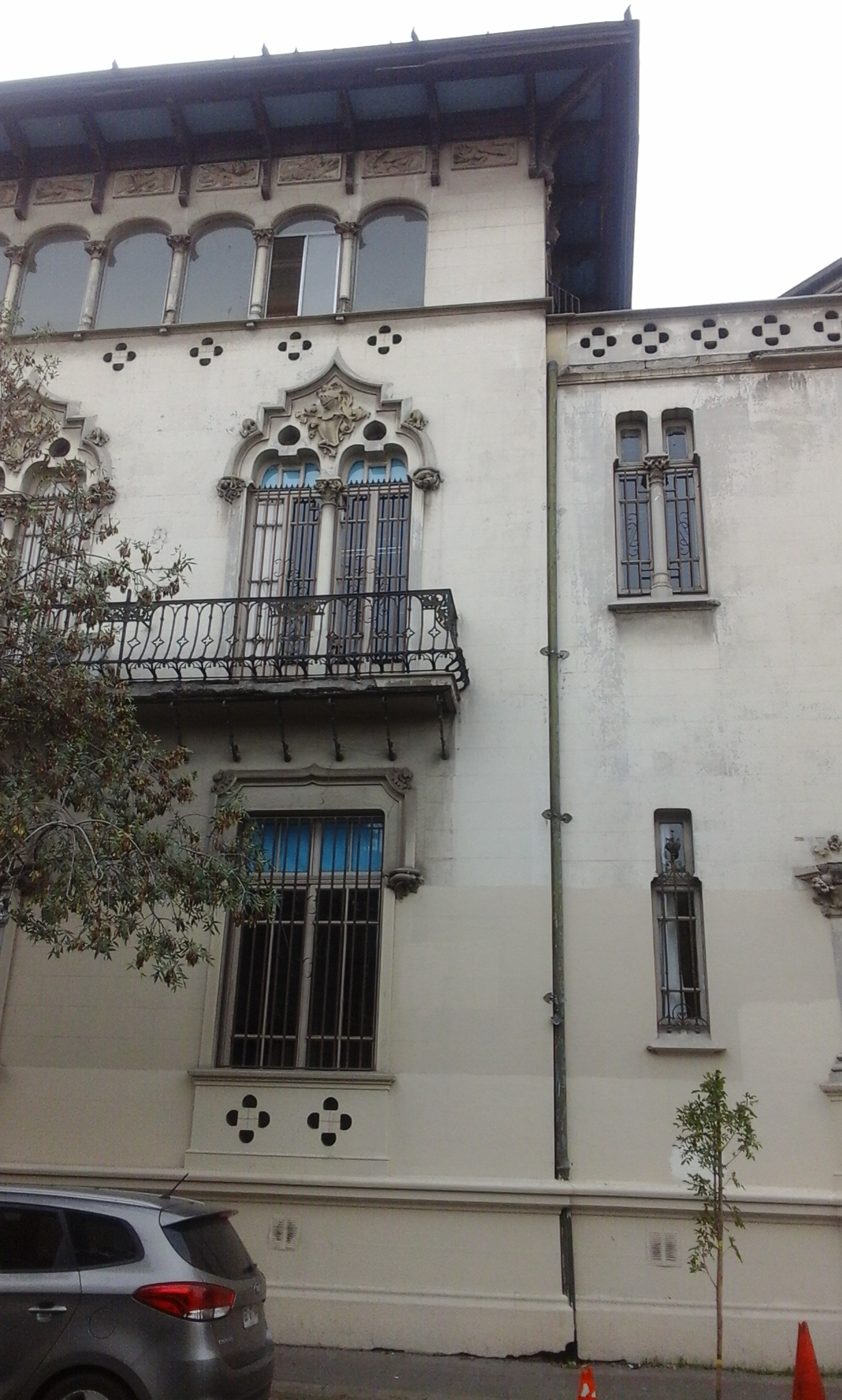
Visualización del Palacio desde la calle Erasmo Escala.

La Vicaría para la Educación es una organización subordinada caracterizada por su labor evangelizadora, al mismo tiempo que se encarga de fortalecer y otorgar una identidad de tipo más eclesial a los colegios que ya forman parte del Arquidiócesis.